# Juni 1985
Portal Geschichte | Portal Biografien | Aktuelle Ereignisse | Jahreskalender | Tagesartikel

◄ |
19. Jahrhundert |
20. Jahrhundert
| 21. Jahrhundert

◄ |
1950er |
1960er |
1970er |
1980er
| 1990er | 2000er | 2010er | ►

◄ |
1981 |
1982 |
1983 |
1984 |
1985
| 1986 | 1987 | 1988 | 1989 | ►

◄ |
März 1985 |
April 1985 |
Mai 1985 |
Juni 1985 |
Juli 1985 |
August 1985 |
September 1985 |
►
Dieser Artikel behandelt aktuelle Nachrichten und Ereignisse im Juni 1985.

## Tagesgeschehen

### Sonntag, 2. Juni 1985

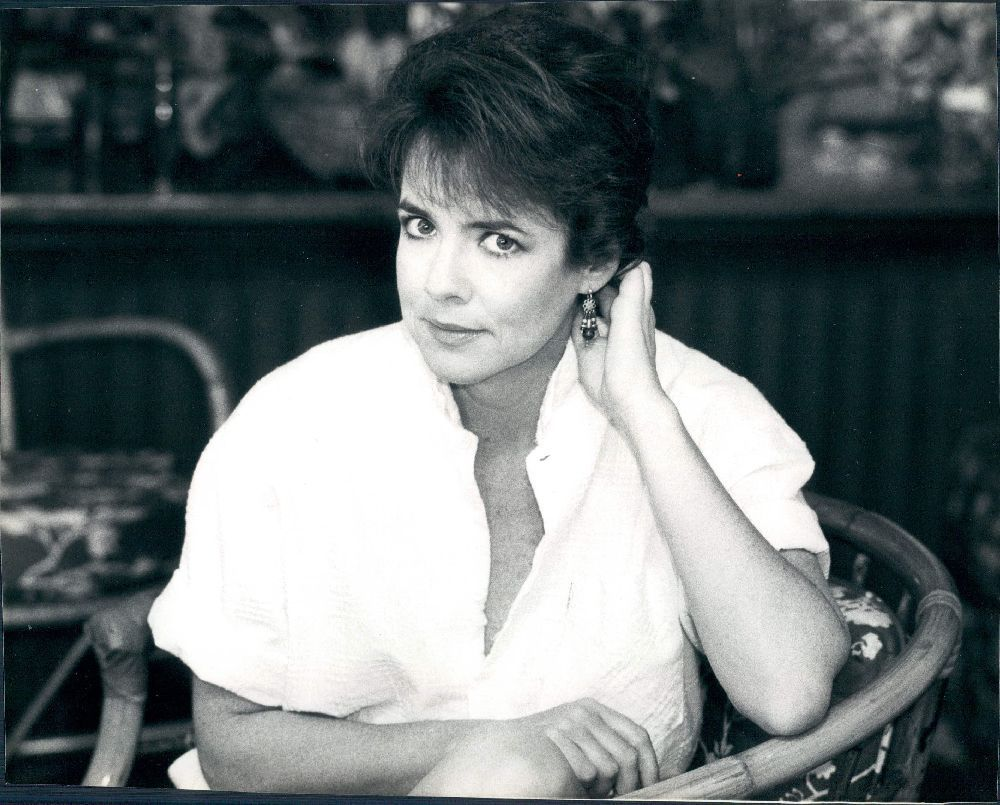
Stockard Channing

- New York/Vereinigte Staaten: Bei der 39. Verleihung des Tony Awards werden Stockard Channing und Derek Jacobi jeweils für die beste Leistung in einer Hauptrolle in einem Theaterstück ausgezeichnet.[1]

### Montag, 3. Juni 1985
- Athen/Griechenland: Mit leichten Verlusten verteidigt die Panhellenische Sozialistische Bewegung bei der Parlamentswahl die absolute Mehrheit der Sitze im Parlament. Parteigründer Andreas Papandreou, der u. a. eine Liberalisierung der Sozialpolitik bewirkte und damit Wähler des linken Spektrums enttäuschte, wird durch das Ergebnis als griechischer Regierungschef bestätigt.[2]

### Mittwoch, 5. Juni 1985
- Düsseldorf/Deutschland: Der 21. Deutsche Evangelische Kirchentag beginnt. Das Motto „Die Erde ist des Herrn“ soll auf Umweltverschmutzung und technischen Fortschritt aufmerksam machen.[3]

### Donnerstag, 6. Juni 1985
- Embu das Artes/Brasilien: Die sterblichen Überreste des 1979 verstorbenen Druckereibesitzers Wolfgang Gerhard werden exhumiert. Die Organisation „Candles“ vermutet, dass es sich bei dem Toten in Wahrheit um Josef Mengele handelt, den geflohenen Lagerarzt des Konzentrations- und Vernichtungslagers Auschwitz.[4]

### Samstag, 8. Juni 1985
- Berlin/Deutschland: Im Finale des Fußballvereinspokals der DDR der Männer besiegt die SG Dynamo Dresden in einer Neuauflage des Vorjahresendspiels erneut den Berliner FC Dynamo, diesmal mit 3:2.[5]
- Braunschweig/Deutschland: Der FC Bayern München gewinnt 1:0 bei Eintracht Braunschweig und wird Deutscher Fußballmeister 1985.[6]
- Budapest/Ungarn: An der Wahl zum Parlament nimmt die Ungarische Sozialistische Arbeiterpartei wie jedes Mal seit ihrer Gründung als einzige Partei teil und erhält bei den Wahlkreisabgeordneten einen für ihre Verhältnisse niedrigen Anteil an den Wählerstimmen von 98,8 %. Nur 1963 lag die Zahl der Gegenstimmen ebenfalls über der Marke von einem Prozent.[7]

### Sonntag, 9. Juni 1985
- Bern/Schweiz: Die Teilnehmer einer Volksabstimmung votieren gegen eine Volksinitiative, die das „Recht auf Leben“, für Menschen allgemein, in der Verfassung verankert sehen will, und sie sprechen sich für einen Bundesbeschluss aus, der die Eidgenossenschaft von einigen finanziellen Zuwendungen an die Kantone befreit, woraus sich eine Besserung der Finanzlage des Bunds ergeben soll.[8]
- Lucca/Italien: Der Franzose Bernard Hinault gewinnt die 68. Ausgabe des Rad-Etappenrennens Giro d’Italia. Es ist sein dritter Gesamtsieg bei der Rundfahrt.[9]

### Dienstag, 11. Juni 1985
- Berlin/Deutschland, Potsdam/Deutschland: Im so genannten „Kalten Krieg“ zwischen den Militärbündnissen NATO und Warschauer Pakt kommt es auf der Glienicker Brücke über die Havel zwischen West-Berlin und der DDR zum bisher größten Gefangenenaustausch. 23 Personen aus der DDR, Polen und Österreich, die im Auftrag des US-Nachrichtendiensts CIA Spionage betrieben, gehen von Potsdam aus in die Freiheit nach West-Berlin und ein polnischer, ein bulgarischer und zwei Spione aus der DDR gehen aus US-Gefangenschaft über die Glienicker Brücke in die Freiheit nach Potsdam.[10]

### Donnerstag, 13. Juni 1985
- Wien/Österreich: Der SK Rapid Wien gewinnt das Finale des ÖFB-Cups mit 6:5 im Elfmeterschießen gegen den FK Austria Wien und wird Österreichischer Fußballpokalsieger 1985.[11]

### Freitag, 14. Juni 1985
- Brüssel/Belgien: Die Europäische Kommission legt dem Europäischen Rat in einem Weißbuch ihre gesammelten Vorschläge zur Vollendung des EU-Binnenmarkts vor. Materielle und technische Schranken sollen abgeschafft werden, weil sie z. B. der vollen Warenverkehrsfreiheit im Wege stehen.[12]
- Schengen/Luxemburg: In einem Abkommen vereinbaren Belgien, Frankreich, Deutschland, Luxemburg und die Niederlande als Mitgliedstaaten der Europäischen Gemeinschaften, dass sie an ihren gemeinsamen Grenzen auf Personenkontrollen verzichten werden. Vor der praktischen Umsetzung müssen die Inhalte des Abkommens noch ins jeweilige nationale Recht aufgenommen werden.[13]

### Samstag, 15. Juni 1985
- Berlin/Deutschland: Bei der Verleihung des Deutschen Filmpreises werden u. a. der Schauspieler Klaus Maria Brandauer für seine darstellerische Leistung im Film Oberst Redl und der Szenenbildner Rolf Zehetbauer für die Ausstattung des Films Die unendliche Geschichte mit dem Filmband in Gold ausgezeichnet.[14][15]
- Neuchâtel/Schweiz: Der Servette FC Genève wird Schweizer Fussballmeister 1985 durch ein 1:1 am vorletzten Spieltag beim Neuchâtel Xamax FC.[16]

### Mittwoch, 19. Juni 1985
- Frankfurt am Main/Deutschland: Ein Bombenanschlag einer unbekannten Terrororganisation auf den Flughafen Frankfurt am Main führt zum Tod von drei Personen. Mehr als 40 weitere Menschen werden verletzt. Die Bombe detonierte in einer Reisetasche in der Abflughalle.[17]

### Sonntag, 23. Juni 1985
- Atlantik: An Bord eines Flugzeugs vom Typ Boeing 747-200 auf dem Air-India-Flug 182 von Montreal, Kanada, nach Bombay, Indien, explodiert eine Bombe: Die Maschine stürzt südwestlich der irischen Küste ins Meer. Alle 329 Insassen kommen ums Leben.[18]

### Montag, 24. Juni 1985

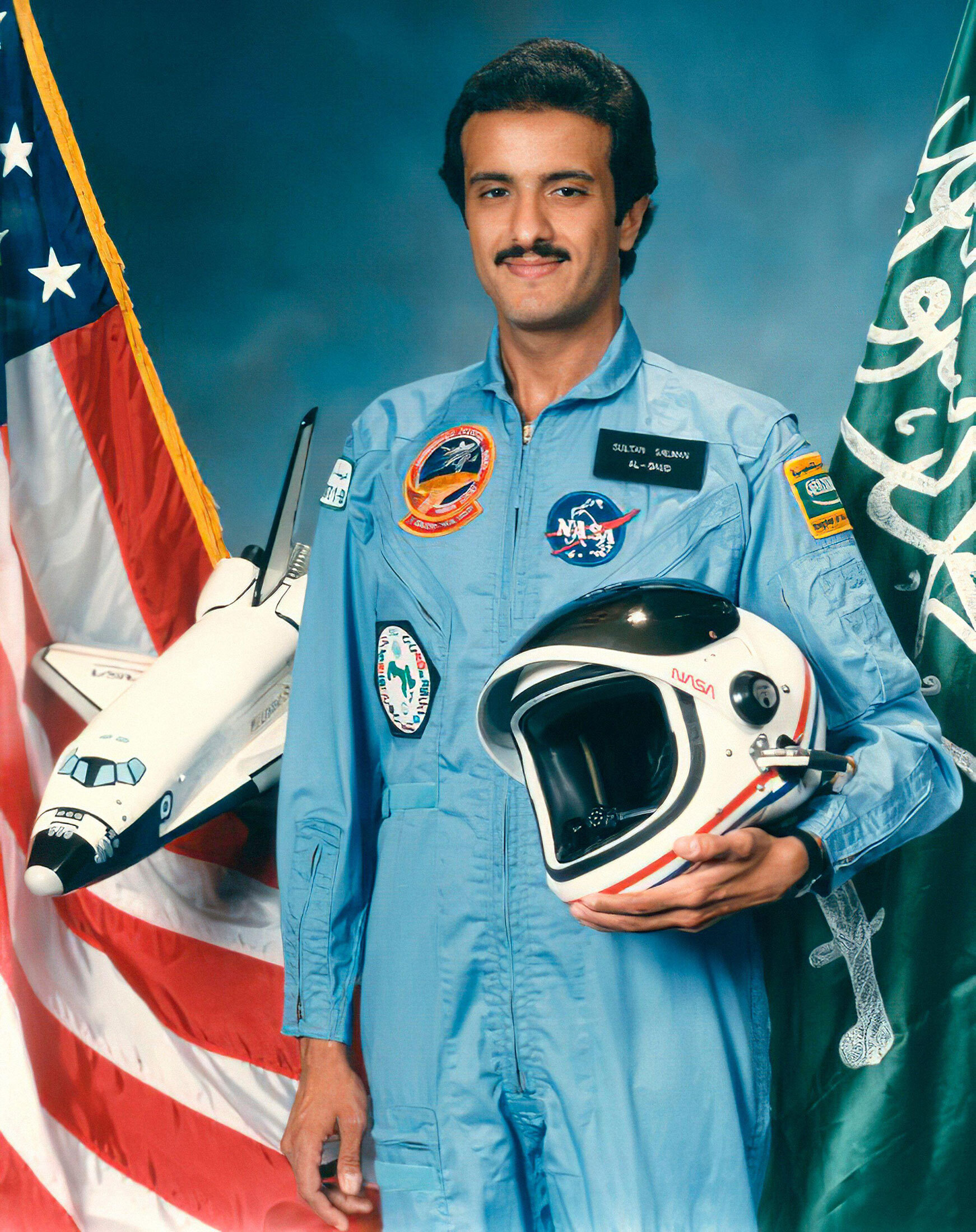
Salman Al-Saud

- Cape Canaveral/Vereinigte Staaten: Die Mission STS-51-G bringt mit Sultan bin Salman bin Abdulaziz Al Saud erstmals einen Staatsbürger von Saudi-Arabien ins Weltall.[19]

### Samstag, 29. Juni 1985

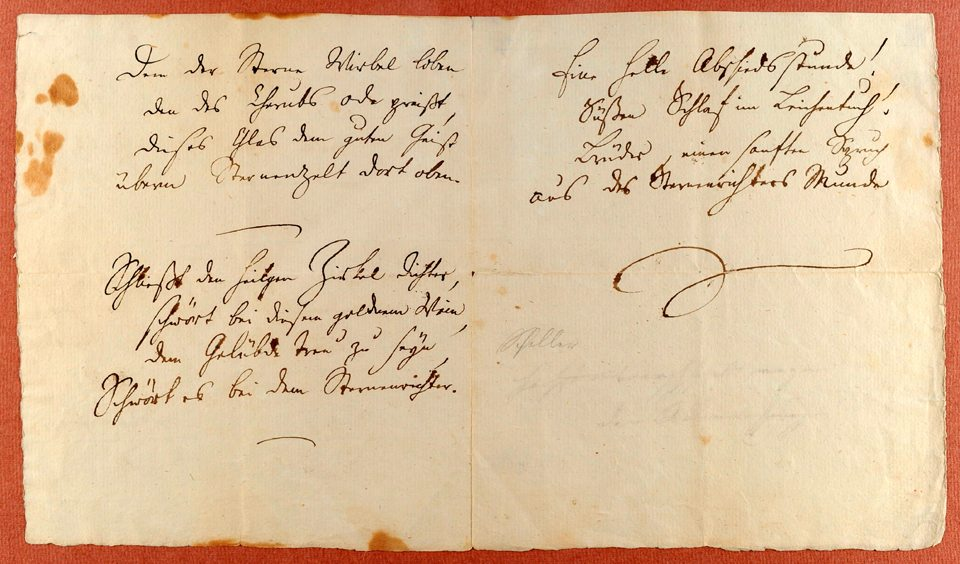
„Dieses Glas dem guten Geist überm Sternenzelt dort oben“ – Auf Friedrich Schillers Gedicht An die Freude basiert die Europahymne

- Mailand/Italien: Ein instrumental dargebotenes Teilstück aus der 9. Sinfonie von Ludwig van Beethoven wird auf dem Gipfel der Europäischen Gemeinschaften zur offiziellen Europahymne bestimmt. Der deutsche Text des Originals entfällt, da keine Sprache bevorzugt werden soll.[20]

### Sonntag, 30. Juni 1985
- Klagenfurt/Österreich: Der Schweizer Schriftsteller Hermann Burger gewinnt mit einer Erzählung unter dem Titel Die Wasserfallfinsternis von Badgastein über den Triumph der Kunst nach einem apokalyptischen Geschehen den Ingeborg-Bachmann-Preis 1985.[21][22]

## Weblinks

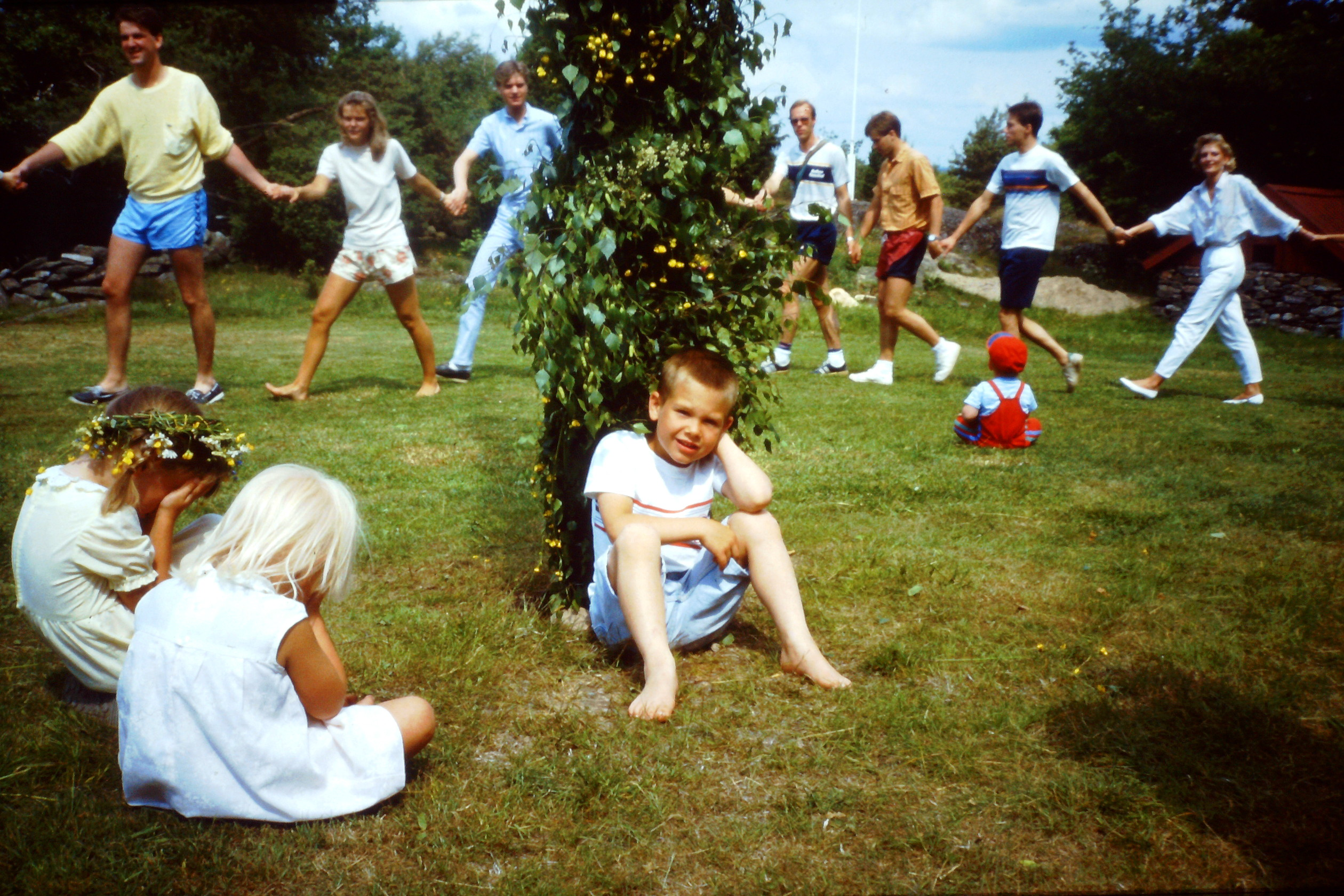
Schweden im Juni 1985